# Gerald du Maurier

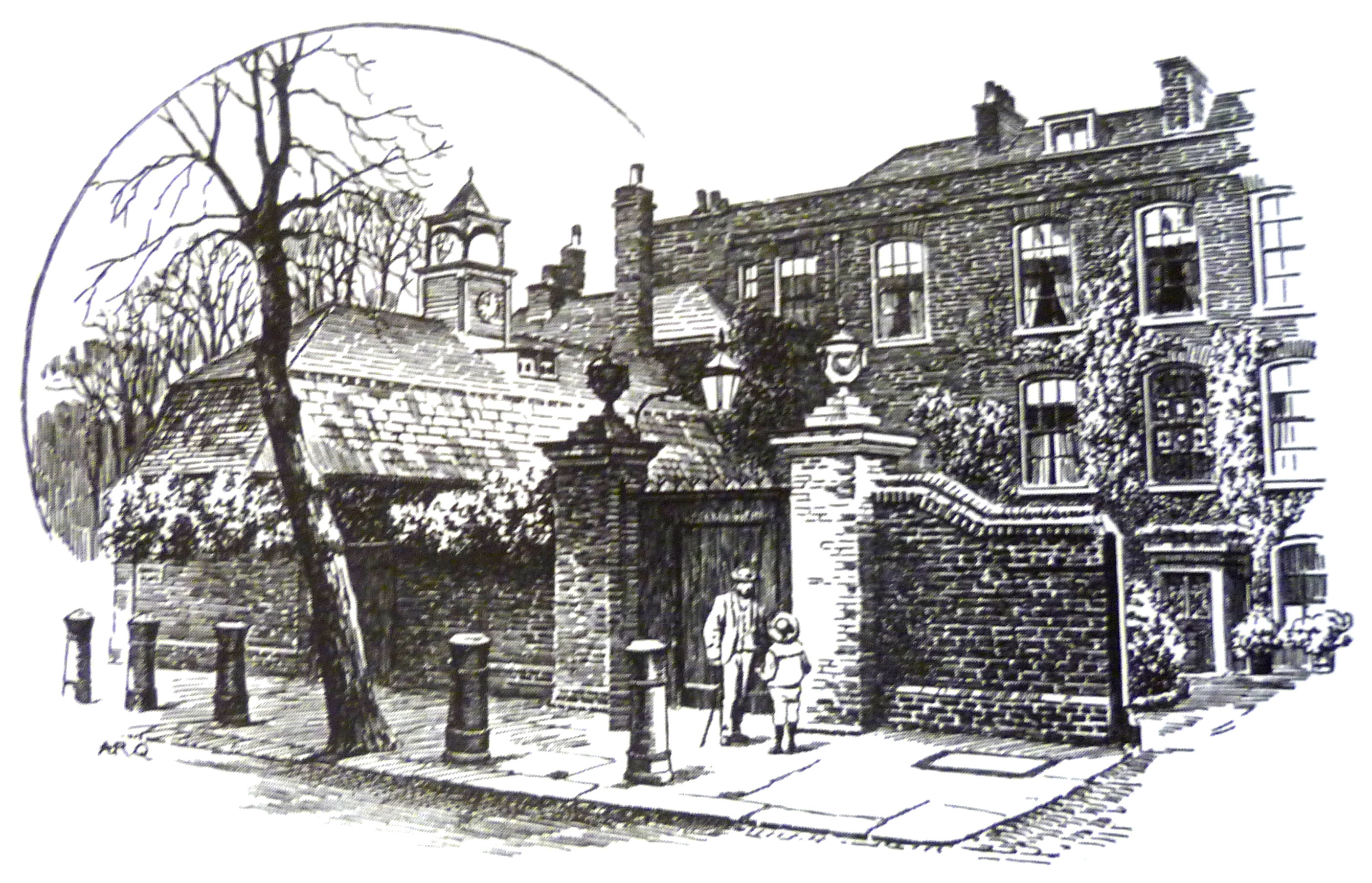
Cannon Hall, Hampstead, disegnato da A.R. Quinton, 1911, la casa natale di Londra dal 1916 e dove morì du Maurier.

Sir Gerald Hubert Edward Busson du Maurier (Hampstead, 26 marzo 1873 – Hampstead, 11 aprile 1934) è stato un attore e produttore teatrale inglese.

## Biografia
Era figlio dell'autore George du Maurier ed Emma Wightwick, nonché fratello di Sylvia Llewelyn Davies. Durante il 1902 sposò l'attrice Muriel Beaumont dalla quale ebbe tre figlie: le scrittrici Angela du Maurier (1904–2002) e Daphne du Maurier (1907–1989) e la pittrice Jeanne du Maurier (1911–1997). La sua popolarità era dovuta alla sua recitazione sottile e naturale: uno "stile di recitazione delicatamente realistico che cercava di suggerire piuttosto che affermare le emozioni più profonde". Il suo necrologio sul Times, a proposito della sua carriera, affermò: "La sua discendenza gli assicurò inizialmente ingaggi nella migliore compagnia; ma fu con il suo talento che ne trasse vantaggio".

### Primi anni

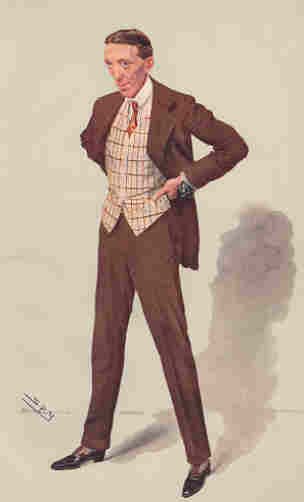
Caricatura di du Maurier di Spy su Vanity Fair, 1907.

Du Maurier nacque a Hampstead, Londra e frequentò la Heath Mount School e la Harrow School. Inizialmente intraprese una carriera nel mondo degli affari, ma non era adatta per lui ed iniziò a lavorare come attore. Ottenne il suo primo ingaggio, una piccola parte in An Old Jew di Sydney Grundy, per mezzo dell'amico di suo padre John Hare, direttore del Garrick Theatre.
Dopo aver recitato in una serie di piccoli ruoli prima del 1900, tra cui una parte nel popolare dramma di suo padre Trilby con Herbert Beerbohm Tree nel 1895, si recò negli Stati Uniti con la compagnia teatrale di quest'ultimo, per una produzione di The Seats of the Mighty di Gilbert Parker al Knickerbocker Theatre. Tra gli attori della compagnia c'era il mezzosoprano belga Marguerite Sylva con la quale si fidanzò. La giovane coppia aveva programmato di intraprendere insieme una carriera nel teatro musicale negli Stati Uniti, ma alla fine il fidanzamento fu interrotto. Secondo Beerbohm Tree la madre della Sylva si era opposta al matrimonio. Du Maurier tornò quindi sui palcoscenici di Londra.

### J.M. Barrie
La sua popolarità fu assicurata dalla sua acclamata interpretazione nei ruoli principali nelle prime due commedie di J.M. Barrie: nel ruolo di Ernest in The Admirable Crichton nel 1902 e nel duplice ruolo di George Darling e Captain Hook (al posto di Seymour Hicks, che aveva rifiutato la parte) in Peter Pan, o il ragazzo che non voleva crescere, al Duke of York's Theatre, Londra, il 27 dicembre 1904. Recitò anche in altre opere teatrali di Barrie, tra cui Dear Brutus e What Every Woman Knows.
I suoi nipoti, i figli di sua sorella Sylvia Llewelyn Davies, erano stati l'ispirazione per Peter Pan e altri personaggi maschili della fiction di Barrie. Il personaggio di Wendy Darling in Peter Pan condivide uno dei suoi secondi nomi con la figlia di du Maurier, Angela, che negli anni successivi interpretò Wendy sul palcoscenico.

### Teatro
Con Frank Curzon fu condirettore del Wyndham's Theatre dal 1910 al 1925, quindi lavorò per il St James's Theater. Nel 1927 curò la regia del dramma teatrale La lettera, con Gladys Cooper e Nigel Bruce.
Nominato Cavaliere nel 1922 al massimo della sua popolarità, continuò a esibirsi per tutta la vita. Negli anni successivi recitò in ruoli cinematografici come Lord Camber's Ladies (1932), un medico tedesco in I Was a Spy (1933), il cameriere dell'imperatore in Catherine the Great (1934) e, poco prima della sua ultima malattia, Wessensee nella versione di Michael Balcon di Jew Süss (1934).

### Sigarette Du Maurier
Du Maurier era un regolare fumatore di sigarette e il marchio du Maurier nacque dal suo nome come un accordo di sponsorizzazione retribuita (lui non le fumava), per il quale accettò di aiutare a pagare le tasse dovute.

### Lavoro per beneficenza
Prestò servizio come Presidente dell'Actors' Orphanage Fund (ora Actors' Charitable Trust) dal 1914 fino alla sua morte, quando gli successe Noël Coward.

### Massoneria
Aderì alla Loggia Green Room n. 2957 della massoneria il 4 novembre 1904, una loggia per attori che comprendeva Leedham Bantock, Fred Terry e George Grossmith Jr. tra i suoi membri.

### Morte
Morì l'11 aprile 1934 di cancro al colon, a Cannon Hall, Cannon Place, Hampstead, la sua casa dal 1916. Una targa blu è stata collocata nella casa in sua memoria. Sua figlia Daphne rifiutò di partecipare al suo funerale, ma scrisse una sua biografia, Gerald: A Portrait, che fu pubblicata poco dopo la sua morte.

## Filmografia selezionata
- Masks and Faces (1917)
- Justice (1917)
- Everybody's Business (1917)
- Unmarried (1920)
- Escape (1930)
- Lord Camber's Ladies (1932)
- I Was a Spy (1933)
- The Scotland Yard Mystery (1934)
- The Rise of Catherine the Great (1934)
- Jew Süss (1934)

## Crediti teatrali
- (EN) John Van Druten, Behold, we live, Gollancz, 1932. URL consultato il 26 marzo 2020.